# Lode Runner
Pour les articles homonymes, voir Lode Runner (homonymie).
Lode Runner est une série de jeux vidéo débutée en 1983, sortie initialement sur Apple II puis sur de multiples autres plates-formes : Commodore 64, MSX, Atari ST, Electronika BK, PC-8001, PC-6001, X1, FM-7, SG-1000, Atari 400/800, PC-9801, DOS/Windows, ZX Spectrum, Mac OS, Amstrad CPC, NES, Game Boy, BBC Micro, Nintendo DS, PlayStation, Console virtuelle, Xbox 360 (XBLA), iPod et Android.

## Jeux
| Titre                                       | Année | Plate-forme                                                                             | Développeur                      | Editeur                                     |
| ------------------------------------------- | ----- | --------------------------------------------------------------------------------------- | -------------------------------- | ------------------------------------------- |
| Lode Runner                                 | 1983  | Apple II                                                                                | Douglas E. Smith                 | Brøderbund                                  |
| Championship Lode Runner                    | 1984  | Apple II, Commodore 64, VIC-20, ZX Spectrum, Atari XL/XE, SG-1000, Famicom, NES, NEC PC | Douglas E. Smith                 | Brøderbund, Hudson Soft (pour Nintendo)     |
| Lode Runner                                 | 1984  | Arcade                                                                                  | Irem                             | Irem                                        |
| Lode Runner: The Bungeling Strikes Back     | 1984  | Arcade                                                                                  | Irem                             | Irem                                        |
| Lode Runner II                              | 1985  | MSX                                                                                     | Douglas E. Smith                 | Brøderbund                                  |
| Lode Runner: The Golden Labyrinth           | 1985  | Arcade                                                                                  | Irem                             | Irem                                        |
| Lode Runner's Rescue                        | 1985  | Atari 8-bit, Commodore 64                                                               | Joshua Scholar                   | Synapse Software                            |
| Lode Runner: Teikoku Karano Dasshutsu       | 1986  | Arcade                                                                                  | Irem                             | Irem                                        |
| Super Lode Runner                           | 1987  | Famicom Disk System, MSX                                                                | Irem                             | Irem                                        |
| Super Lode Runner II                        | 1987  | Famicom Disk System, MSX                                                                | Irem                             | Irem                                        |
| Hyper Lode Runner                           | 1989  | Gameboy                                                                                 | Bandai                           | Bandai                                      |
| Lode Runner: The Lost Labyrinth             | 1990  | PC Engine                                                                               | Pack-In-Video                    | Brøderbund                                  |
| Battle Lode Runner                          | 1993  | PC Engine (Japon)                                                                       | Hudson Soft                      | Hudson Soft                                 |
| Lode Runner: The Legend Returns             | 1994  | Windows, DOS, Mac OS, Saturn et PSX                                                     | Presage                          | Sierra Online                               |
| Lode Runner Twin                            | 1994  | SNES (Japon)                                                                            | T&E Soft                         | T&E Soft                                    |
| Lode Runner Online: The Mad Monks' Revenge  | 1995  | Windows, Mac OS                                                                         | Presage                          | Sierra Online                               |
| Lode Runner                                 | 1997  | Jeu électronique portable                                                               | XING Entertainment               | XING Entertainment                          |
| Lode Runner Extra                           | 1997  | Sega Saturn (Japon) 1997, PSX 1998                                                      | Game Arts Co. Ltd                | PATRA (Sega), Natsume (PSX)                 |
| Lode Runner 2                               | 1998  | Windows, Mac OS                                                                         | Presage                          | GT Interactive & MacSoft                    |
| Lode Runner 3-D                             | 1999  | Nintendo 64                                                                             | Big Bang Software                | Infogrames (U.S./Europe), Banpresto (Japon) |
| Power Lode Runner                           | 1999  | Super NES (Japon)                                                                       | Atelier Double/Aeon              | Nintendo                                    |
| Lode Runner: The Dig Fight                  | 2000  | Arcade (Japon)                                                                          | Psikyo                           | Psikyo                                      |
| Lode Runner: The Dig Fight Version B        | 2000  | Arcade (Japon)                                                                          | Psikyo                           | Psikyo                                      |
| Lode Runner: WonderSwan                     | 2000  | WonderSwan (Japon)                                                                      | Banpresto                        | Banpresto                                   |
| Lode Runner: Domudomu Dan no Yabou          | 2000  | Game Boy Color                                                                          | XING Entertainment               | XING Entertainment                          |
| Lode Runner: Game Boy Advance               | 2002  | Game Boy Advance                                                                        | Success                          | Success                                     |
| Cubic Lode Runner                           | 2003  | GameCube, PS2 (Japon)                                                                   | Hudson Soft                      | Hudson Soft                                 |
| Lode Runner Mobile                          | 2004  | Mobile phone                                                                            | FT Mobile                        | Hudson Soft                                 |
| Lode Runner: Hudson Best Collection, Vol. 2 | 2005  | Game Boy Advance                                                                        | Hudson Soft                      | Hudson Soft                                 |
| Lode Runner DS                              | 2006  | Nintendo DS                                                                             | Hudson Soft                      | Hudson Soft                                 |
| Lode Runner Deluxe                          | 2006  | Mobile phone                                                                            | Hudson Soft                      | Hudson Soft                                 |
| Lode Runner                                 | 2007  | Wii VC                                                                                  | Hudson Soft                      | Hudson Soft                                 |
| Lode Runner Mobile                          | 2008  | Mobile phone (Java)                                                                     | Hudson Soft                      | Living Mobile                               |
| Lode Runner iPod                            | 2008  | iPod                                                                                    | Hudson Soft                      | Hudson Soft                                 |
| Championship Lode Runner                    | 2009  | Wii VC                                                                                  | Nintendo                         | Nintendo                                    |
| Lode Runner                                 | 2009  | Xbox 360 LIVE Arcade                                                                    | Tozai Games/SouthEnd Interactive | Tozai Games/Microsoft                       |
| Lode Runner X                               | 2012  | Xperia mobile devices, Android                                                          | Tozai Games/SouthEnd Interactive | Tozai Games/Sony Ericsson                   |
| Lode Runner Classic                         | 2012  | Windows Phone 7, Android, iOS                                                           | Tozai Games/Studio Voltz         | Tozai Games/Microsoft                       |
| Lode Runner Legacy                          | 2017  | Windows, MacOS, Linux                                                                   | Tozai Games                      | Tozai Games                                 |